# Energiefabrik Knappenrode
Die Energiefabrik Knappenrode (obersorbisch Energijowa fabrika Hórnikecy; ehemals Lausitzer Bergbaumuseum Knappenrode) ist einer der vier Standorte des Sächsischen Industriemuseums. Sie umfasst das Areal der stillgelegten und inzwischen unter Denkmalschutz stehenden Brikettfabrik Knappenrode im ostsächsischen Knappenrode, südöstlich des Stadtzentrums von Hoyerswerda.

## Geschichte bis 1993
Im Zuge der Industrialisierung und der damit einher gehenden stark steigenden Nachfrage nach elektrischer Energie und Wärme stieg die Nachfrage nach Braunkohle als Energiegrundlage an. Dies begünstigte im Lausitzer Braunkohlerevier den Übergang zur industriellen Förderung und Verarbeitung der Kohle in Tagebauen und Brikettfabriken. Südlich von Hoyerswerda erschloss der Bergbauunternehmer Joseph Werminghoff ab 1913 einen neuen Tagebau (Grube Werminghoff I, heute Knappensee). In unmittelbarer Nachbarschaft entstand eine neue Brikettfabrik, die ab 1918 in Teilen und bis 1924 komplett in Betrieb ging.
Von 1918 bis zur Stilllegung 1993 wurden in der Brikettfabrik Werminghoff (ab 1950: Knappenrode) etwa 67 Millionen Tonnen Briketts aus Rohbraunkohle gepresst. Die Pressen waren teils elektrisch, teils mit Dampfmaschinen angetrieben. Zur Versorgung der Pressen und Trockner mit Dampf und elektrischer Energie verfügte die Fabrik über ein eigenes Kesselhaus und Kraftwerk. Bis 1946 galt sie als modernste Brikettfabrik Deutschlands.
Am 16. März 1978 ereignete sich im Werk eine Kohlenstaubverpuffung, die fünf Todesopfer forderte.
Im Zuge des wirtschaftlichen Umbruchs nach der Deutschen Wiedervereinigung wurde die Brikettfabrik Knappenrode 1993 stillgelegt.

## Museale Nutzung ab 1994
Nach der Schließung blieben die imposante Backsteinarchitektur und die fast vollständig eingerichtete Brikettfabrik samt zahlreicher Nebengebäude mit einer lückenlosen Folge dampfbetriebener Brikettiertechnik erhalten. Am 18. Juni 1994 als Museum eröffnet, gehört das Areal als größtes Bergbaumuseum des deutschen Braunkohlenbergbaus seit 2005 zur Europäischen Route der Industriekultur. Seit 2008 wird das Museum als Energiefabrik Knappenrode bezeichnet.
Die Trägerschaft des Museums lag ab 1998 bei der (bis dahin kreisfreien) Stadt Hoyerswerda. Seit 2008 ist der Landkreis Bautzen dafür verantwortlich.
Zwischen 2017 und 2020 fand ein umfassender Umbau des Museumsstandortes statt. Dabei wurde u. a. die Zufahrts- und Eingangssituation neu gestaltet, eine neue multimedial ausgerichtete Dauerausstellung konzeptioniert und umgesetzt sowie barrierefreie Zugänge und ein neues Besucherleitsystem installiert. Die Kosten beliefen sich auf ca. 15,4 Millionen € und wurden aus verschiedenen Quellen und Förderprogrammen aufgebracht.
Im Zuge des Umbaus wurde auch das bisherige Ausstellungsgelände verkleinert. Nicht mehr Bestandteil des neuen Museumsbereiches sind die Gebäude des alten Zugangsbereiches um die Verwaltung und die Werkstattbereiche im Norden des Fabrikgeländes sowie die Außenbereiche östlich der Siebkohleverladung. Hier sind u. a. die Tagebaugroßgeräte und der Förderturm sowie der Schaustollen zur untertägigen Kohlegewinnung nicht mehr zugänglich (Stand 09/2023).
Die aktuelle Museumslandschaft kann ganzjährig besucht werden und umfasst u. a. folgende Bereiche:
- Besucherzentrum mit Museumsshop und Bistro
- Dauerausstellung mit Darstellung der Entwicklung des Lausitzer Reviers von der vorindustriellen Nutzung über die industrielle Kohlegewinnung und -verarbeitung bis hin zur nachindustriellen Entwicklung der Region
- Aussichtsplattform Lausitz.Blick in 37 Meter Höhe auf dem Dach des Fabrikteils der Dauerausstellung
- Fabrik.Erlebnis.Rundgang in der historischen Brikettfabrik mit authentischer Darstellung der einzelnen Arbeitsschritte der Brikettier-Technik
- historische Kraftzentrale mit drei Dampfturbinen
- Ausstellung verschiedener Fahrzeuge und Geräte der Bergbautechnik im Außenbereich
- Eisenbahntechnik und schienengebundene Fahrzeuge
- Deutschlands einziger Handhebel-Draisinenrundkurs, 900-mm-Spur, ca. 2,7 km
- Tertiärwald
- Irrgarten und Tunnelrutsche
- Findlingspyramide

## Galerie

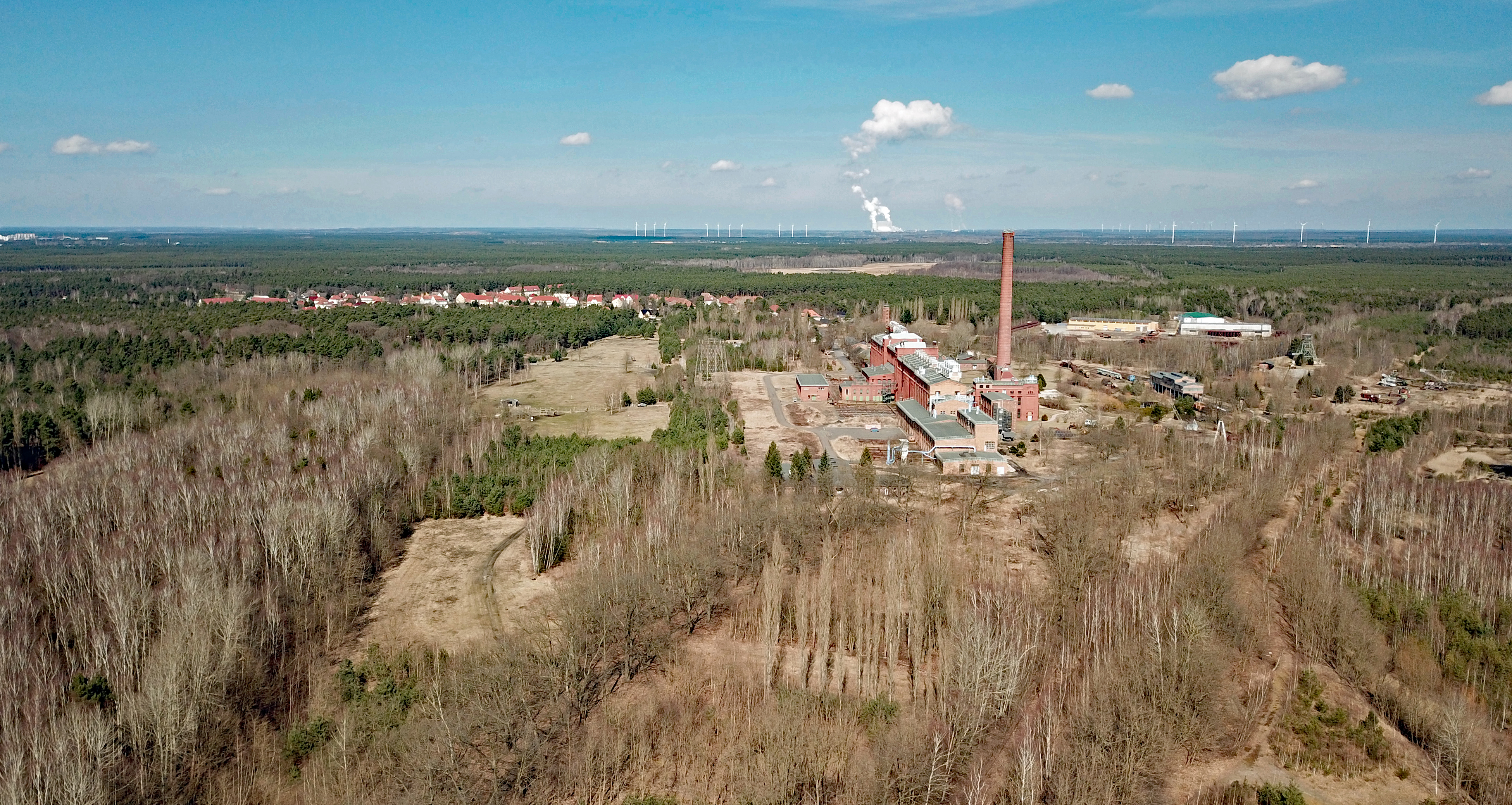
Luftbild (2018)
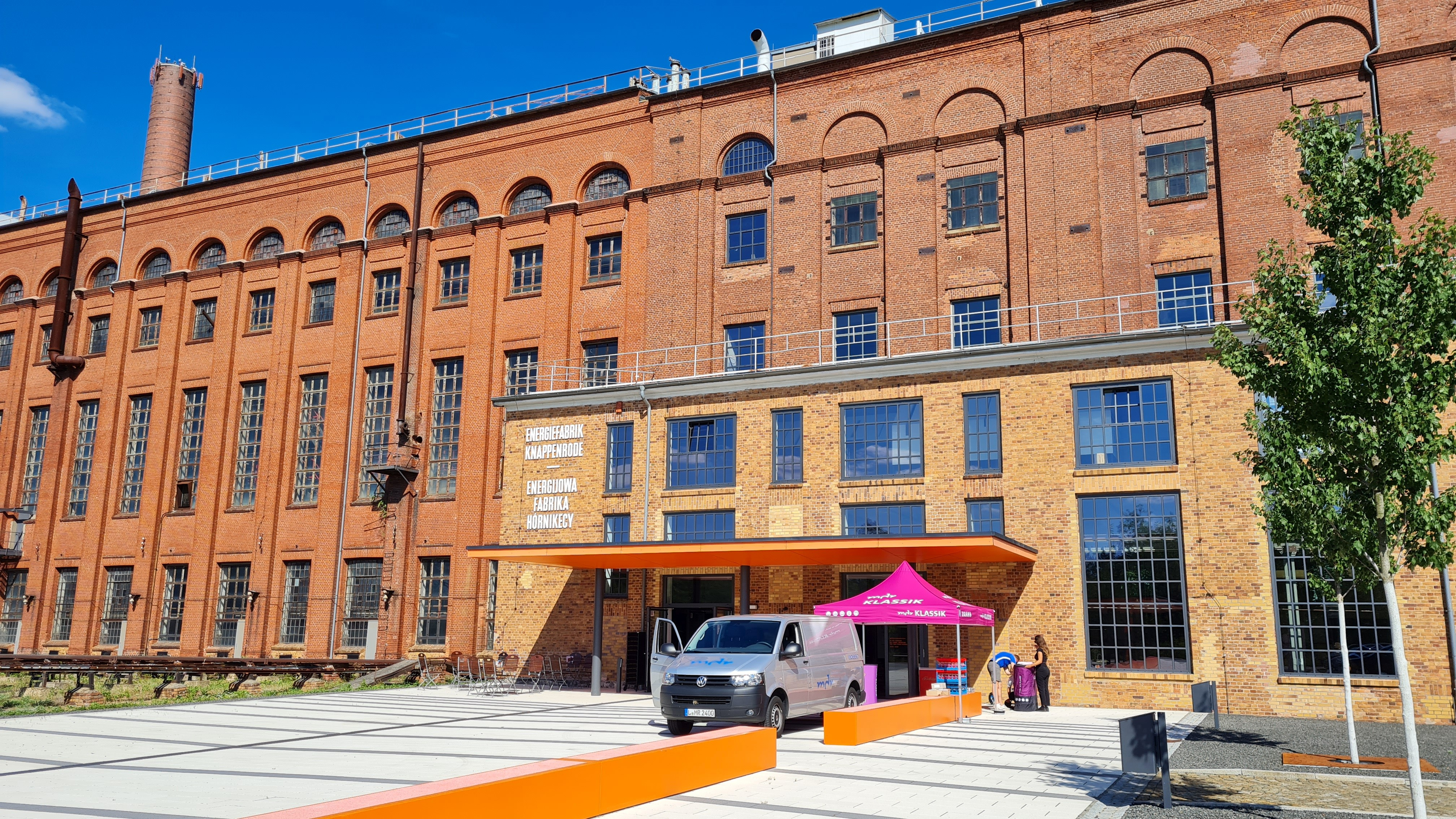
Museumseingang (2022)
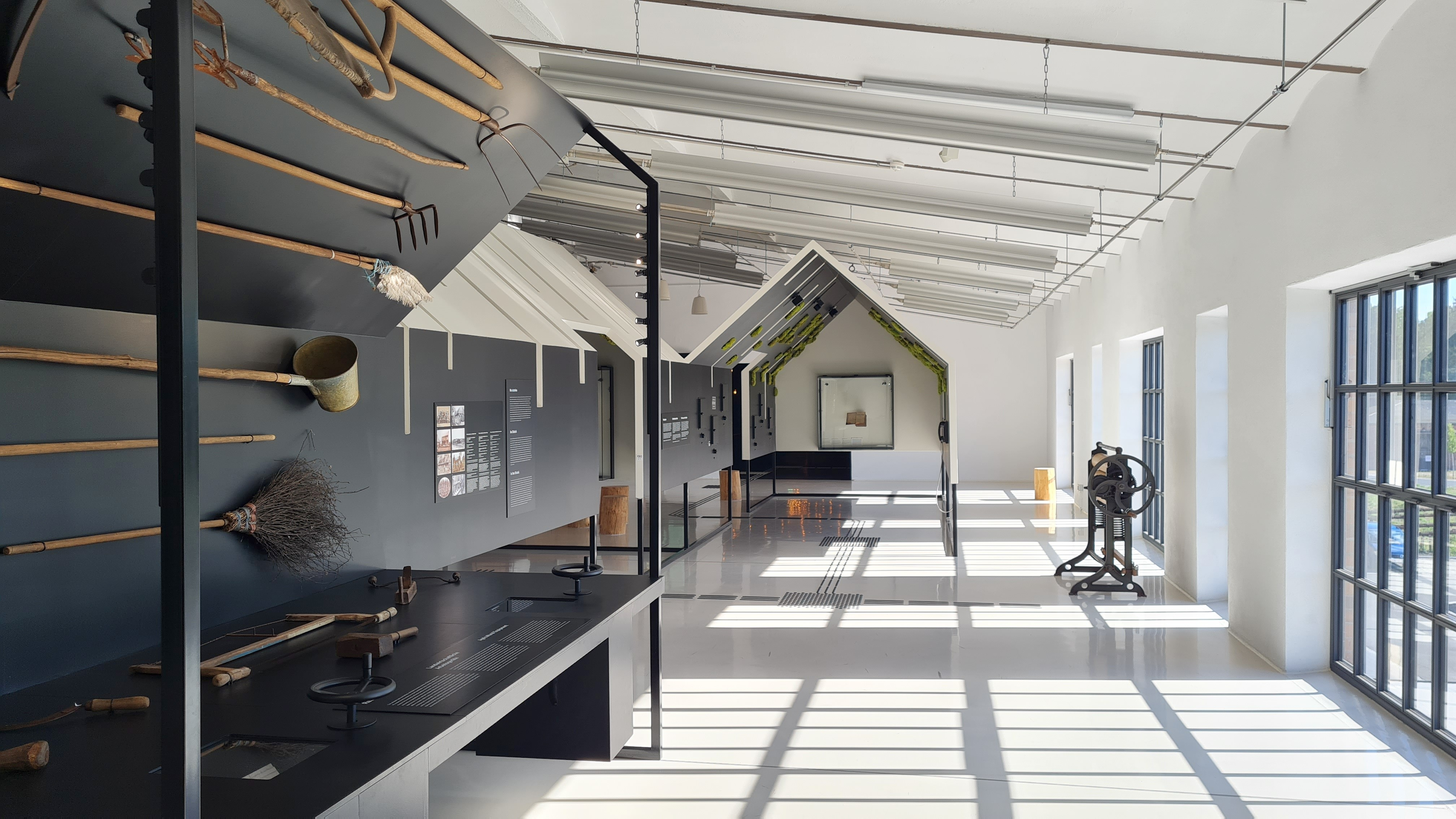
Blick in die Dauerausstellung (2022)
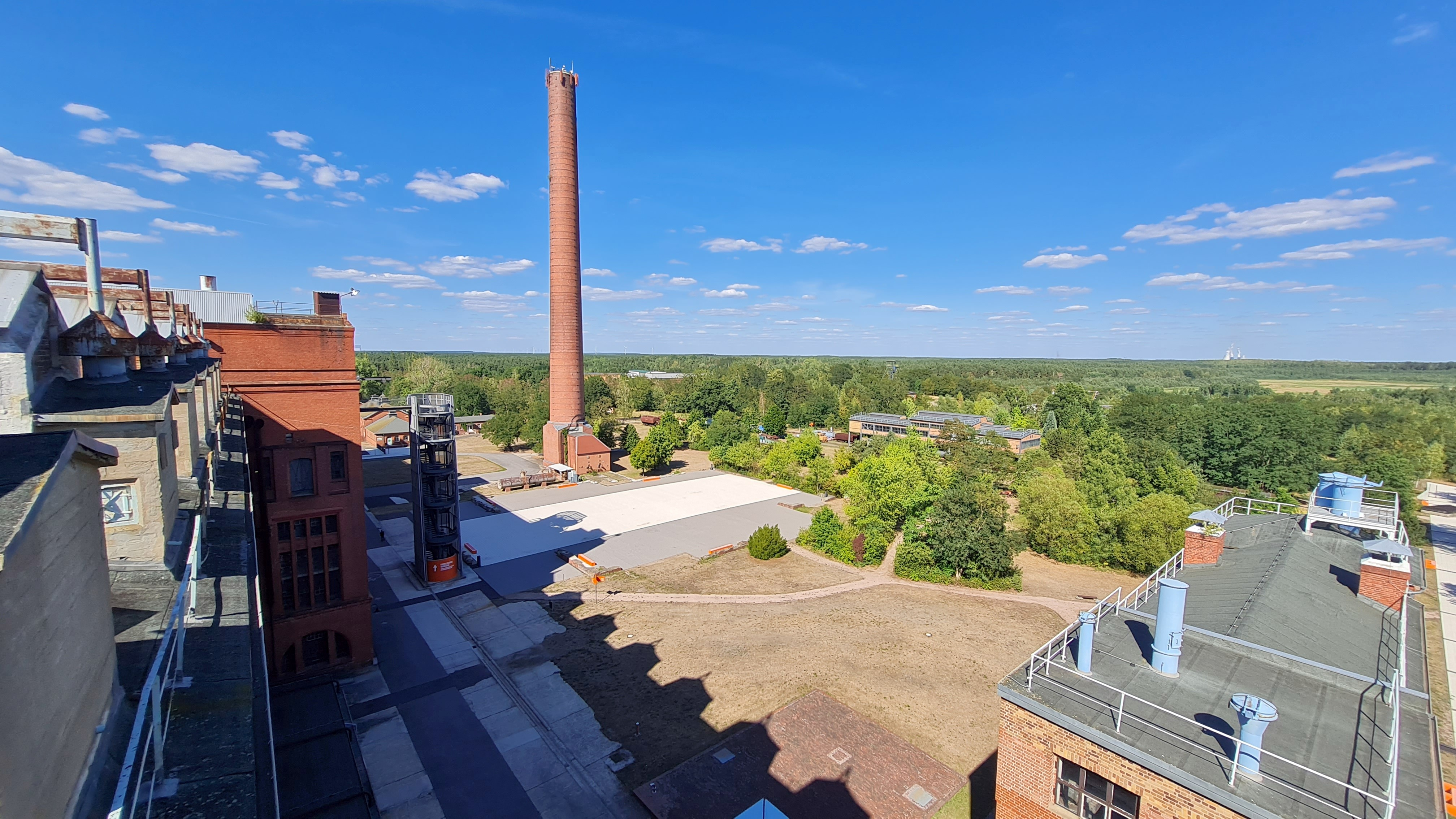
Lausitz.Blick vom Dach der Dauerausstellung (2022)
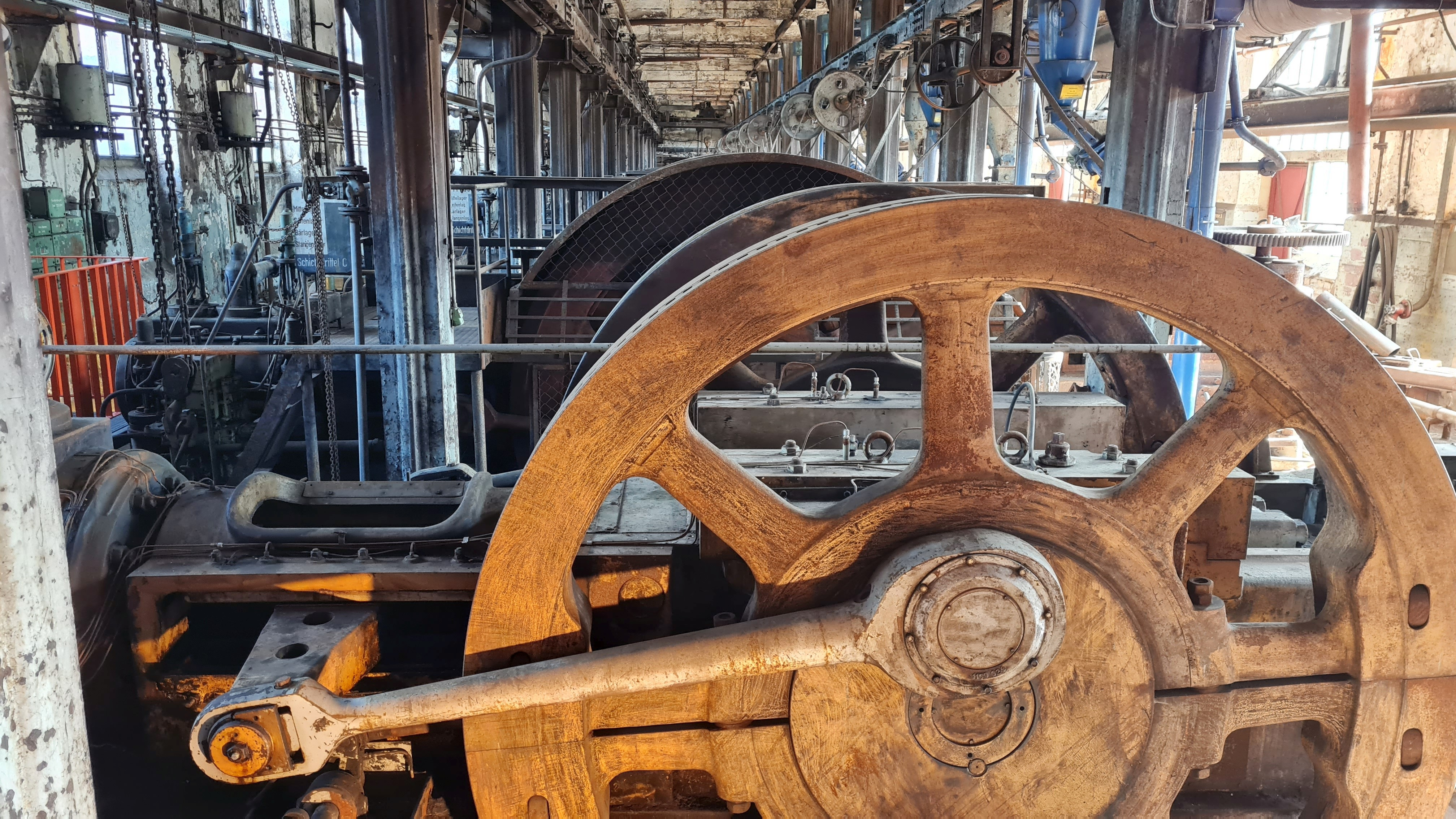
Fabrik.Erlebnis.Rundgang mit Brikettpressen in der historischen Brikettfabrik (2022)
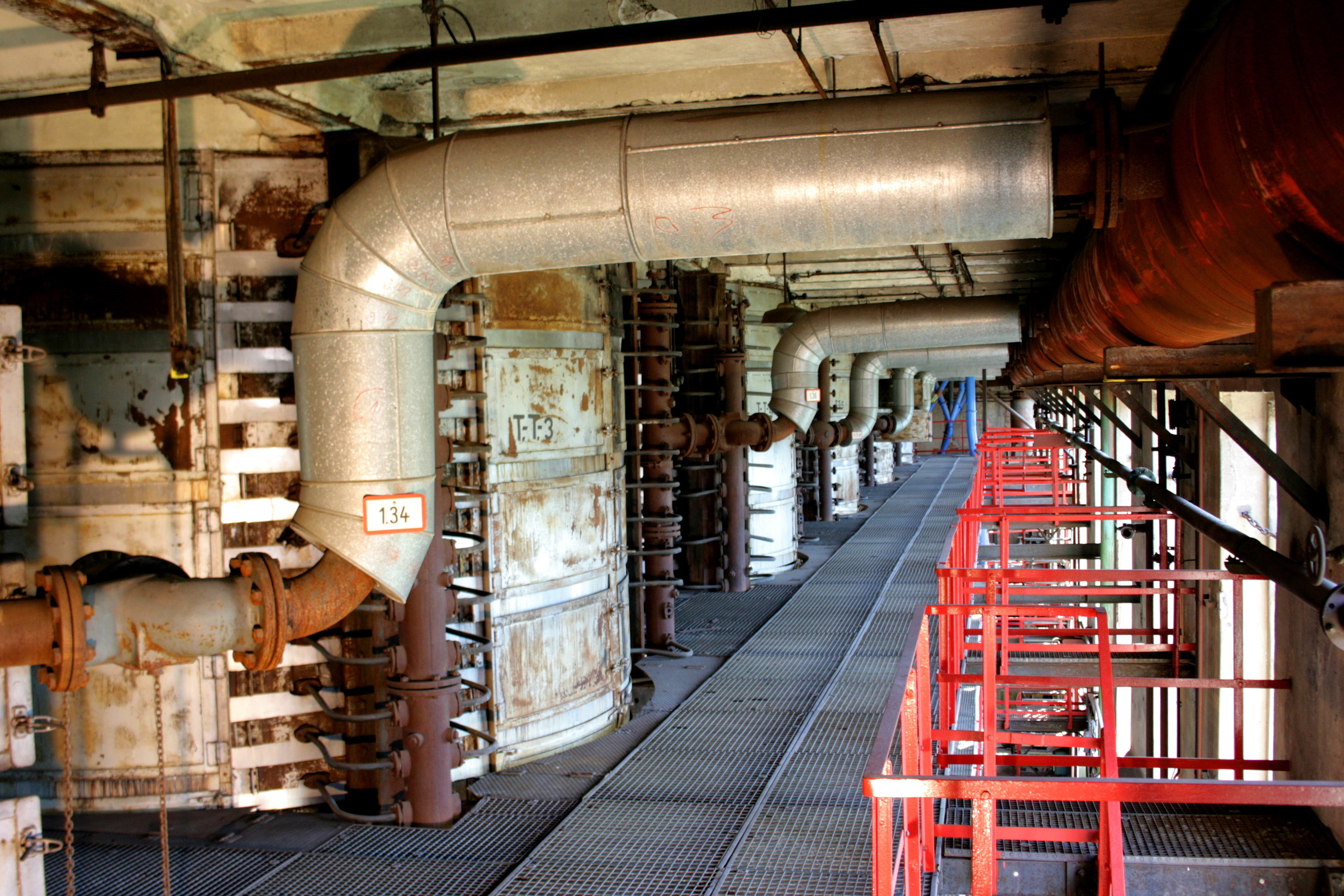
Fabrik.Erlebnis.Rundgang mit Tellertrocknern in der historischen Brikettfabrik (2022)
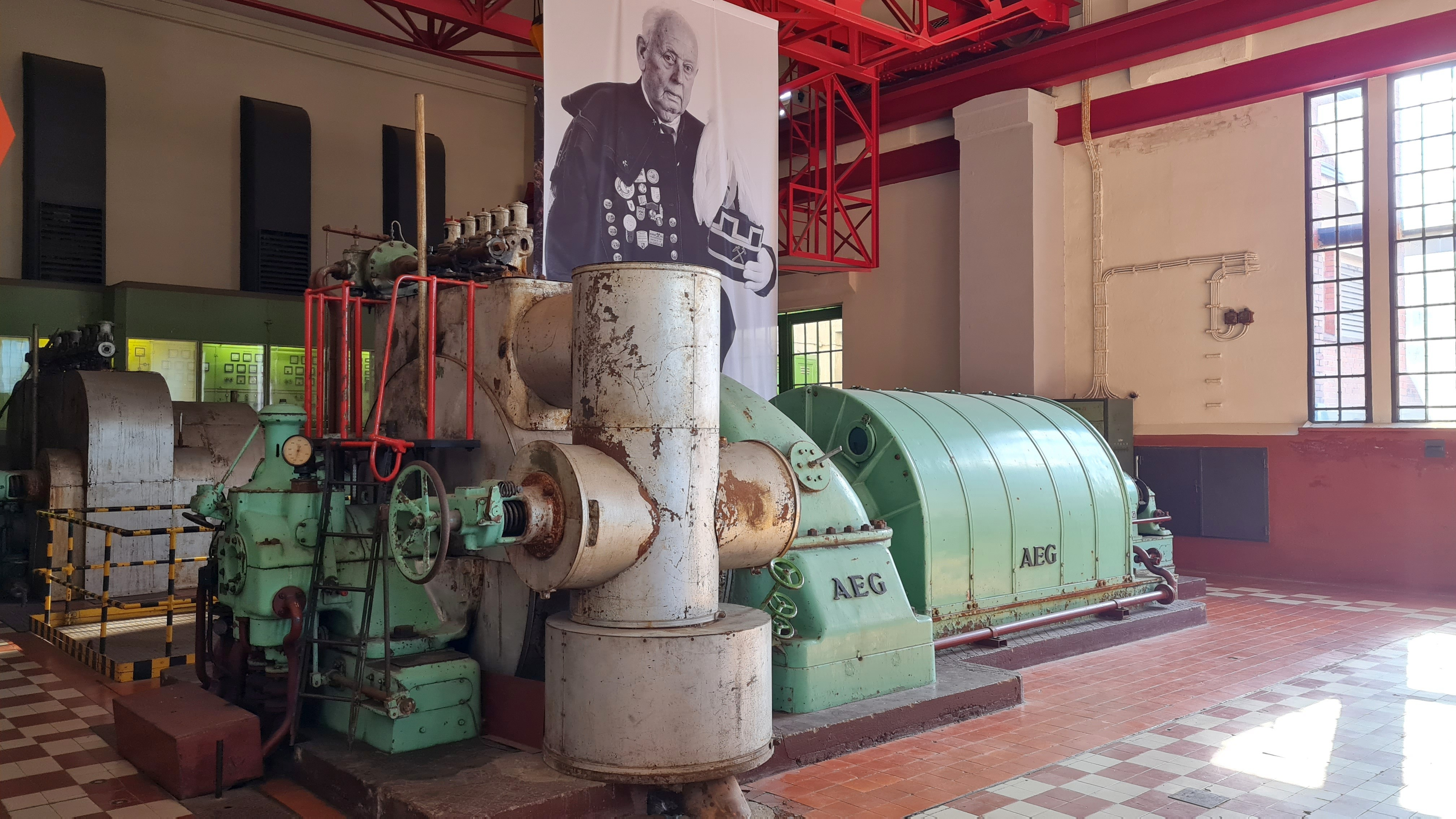
Kraftzentrale (2022)
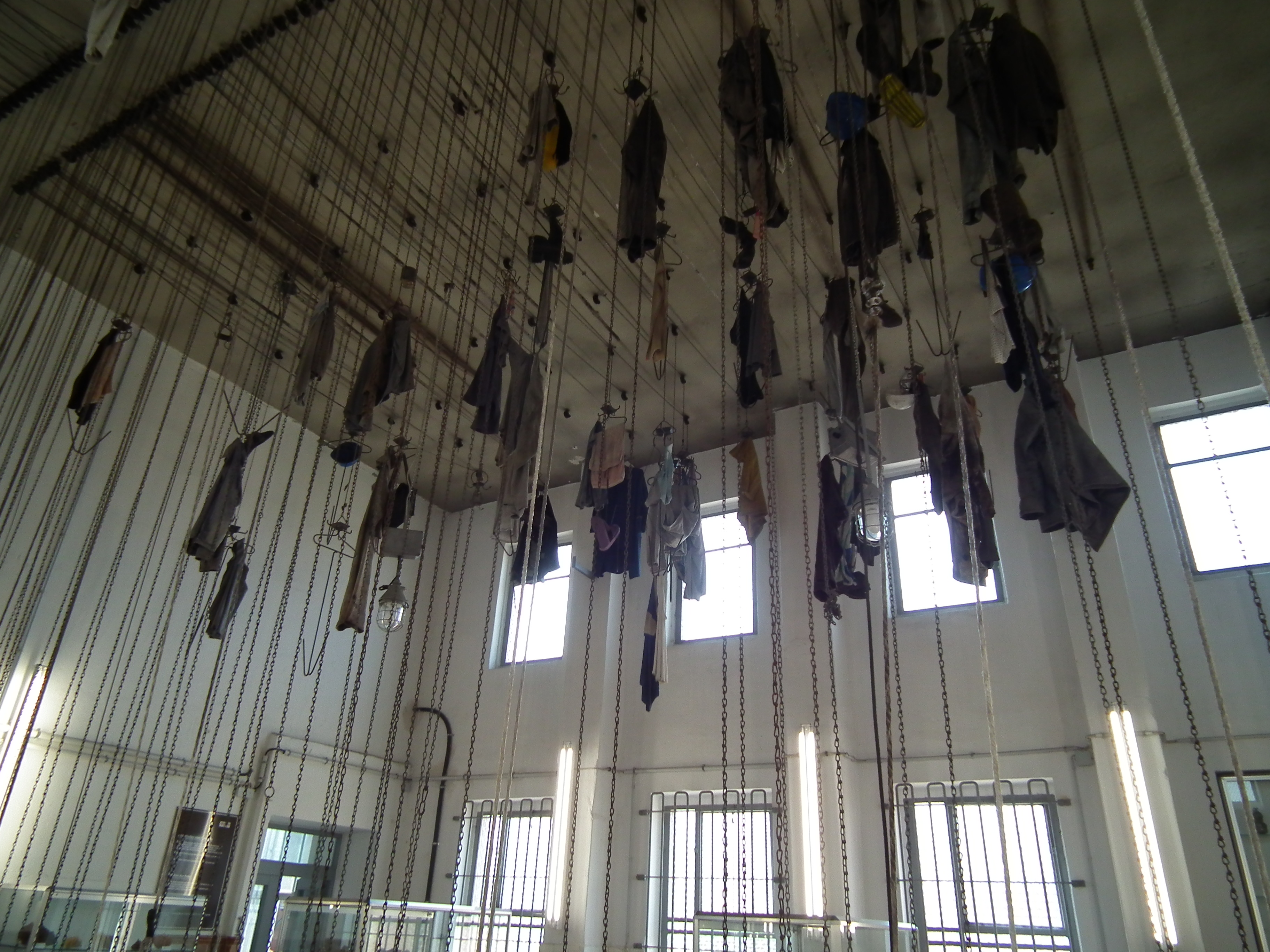
Waschkaue (2016)
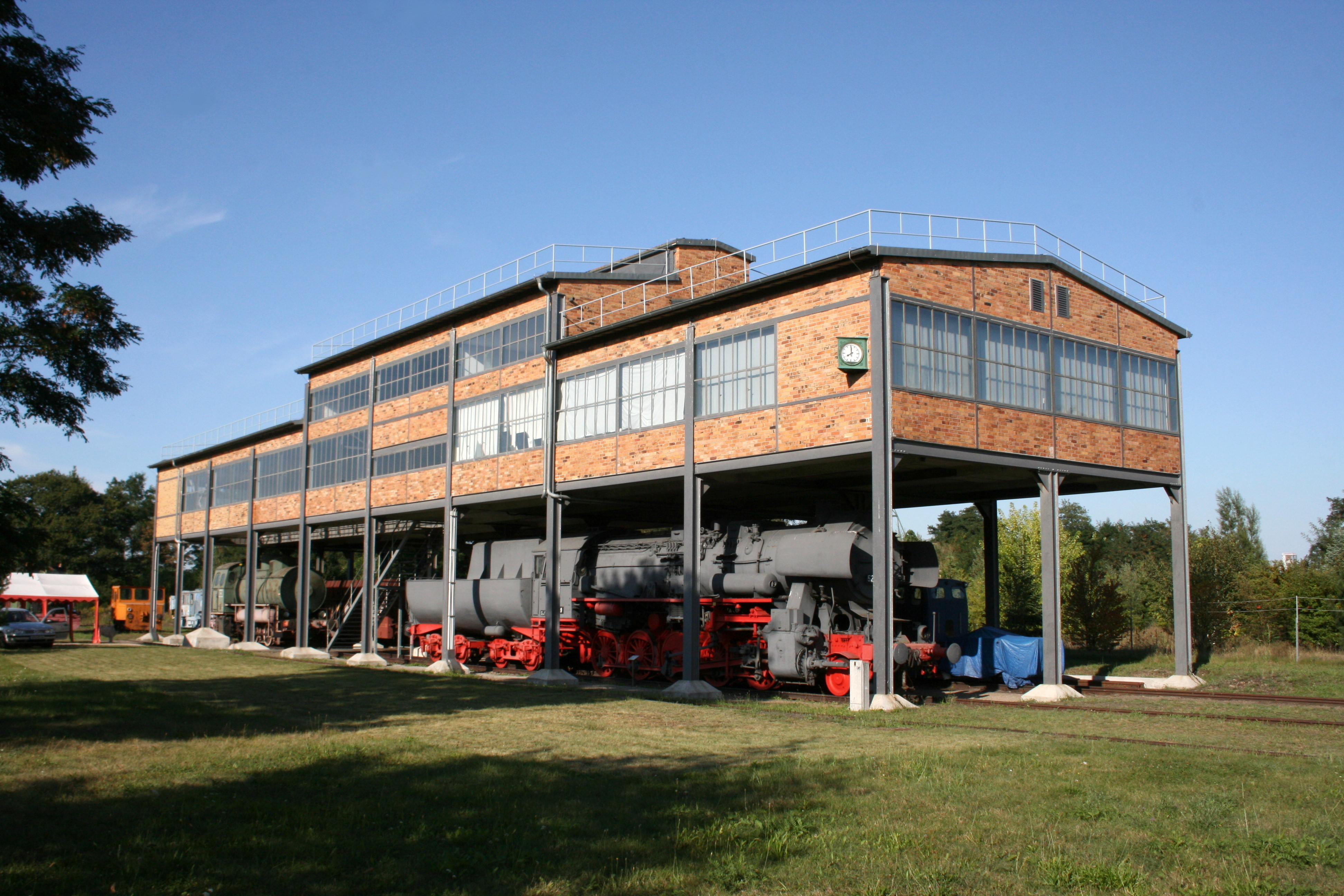
Siebkohleverladung mit Schienenfahrzeugausstellung (2009)
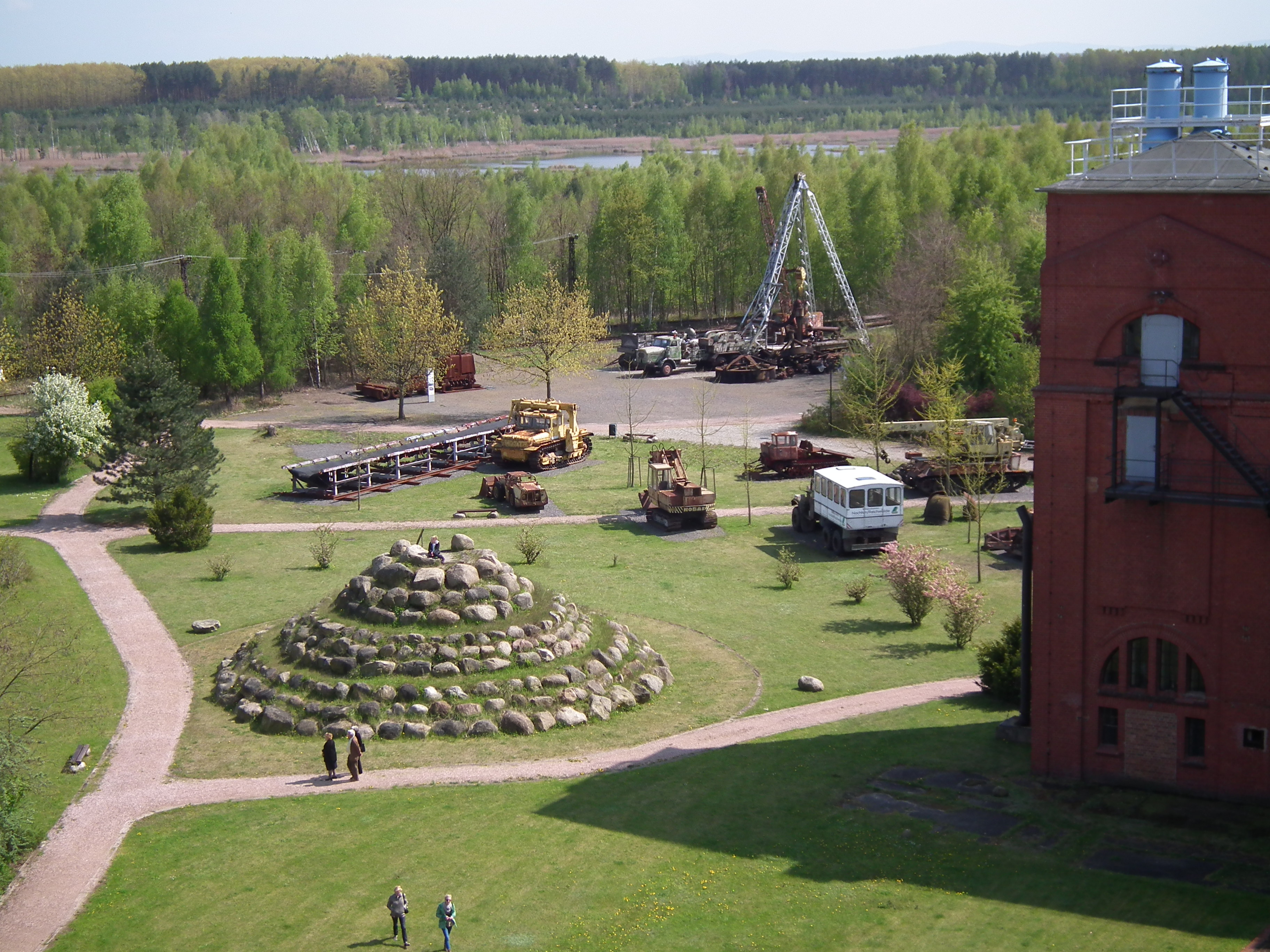
Außenbereich mit Findlingspyramide und Geräten der Bergbautechnik (2016)